# АИ-8
АИ-8 — турбогенераторная установка (ТГУ), предназначенная для запуска маршевых двигателей АИ-20, АИ-24, Д-25В и автономного питания бортовой сети самолётов и вертолётов, также использовалась как аэродромный пусковой агрегат АПА-8. 
Турбогенераторная установка АИ-8 — это первый авиационный энергоузел с газотурбинным двигателем, созданный в СССР, и изготавливавшейся большой серией. 

## Разработка и производство
ТГУ АИ-8 была разработана коллективом ОКБ-478 МАП, организованном при Запорожском моторостроительном заводе им. 50-летия Великой Октябрьской социалистической революции в г. Запорожье (почтовый адрес ОКБ: 330064, Украинская ССР, г. Запорожье, ул. Иванова, ст. Мокрая Приднепровской ж/д, «Гранит» п/я 57). Производство этих агрегатов было организовано также в Запорожье на Запорожском моторостроительном заводе им. 50-летия Великой Октябрьской социалистической революции (почтовый адрес предприятия: 330064, Украинская ССР, г. Запорожье, ул. 8 Марта 15, «Заря» п/я 18). Серийное производство АИ-8 началось в 1964 году.
Ремонт ТГУ осуществляется на Киевском авиаремонтном заводе № 410.

## Конструкция и применение[1]
ТГУ АИ-8 предназначалась для выработки электроэнергии на борту летательного аппарата для поочерёдного электрического запуска маршевых двигателей и для электропитания потребителей при незапущенных маршевых двигателях и при отсутствии наземного (аэродромного) источника электропитания. Источником электроэнергии ТГУ АИ-8 служит генератор постоянного тока ГС-24А, который при питании бортовой сети объекта обеспечивает в сети постоянное напряжение 27,5 вольт при отдаваемом токе до 600 ампер, при этом долговременная мощность генератора — 14 кВт при частоте вращения ротора 6500 об/мин.
При запуске маршевых двигателей объекта генератор ГС-24А используется для повторно-кратковременного питания стартер-генераторов при раскрутке двигателей. В этом режиме он обеспечивал напряжение в диапазоне от 20 до 51 вольта при токе до 1000 ампер, при этом кратковременная мощность генератора до 60 кВт с пиковыми перегрузками до 82 кВт. 
Конструктивно ТГУ АИ-8 состоит из малогабаритного газотурбинного двигателя, редуктора, генератора и агрегатов, обеспечивающих работу двигателя. В комплекте с ТГУ идёт тахосигнальная аппаратура ТСА-8М.
Газотурбинный двигатель состоит из центробежного компрессора с противопомпажным устройством, среднего корпуса, камеры сгорания с шестью рабочими форсунками, двухступенчатой осевой турбины с газодинамической связью и выхлопного ресивера. Раскрутка двигателя при запуске осуществляется собственным электрическим стартером СТ-3ПТ, при питании от аккумуляторных батарей объекта. Программа запуска реализуется автоматической панелью запуска АПД-8. 
Генератор ГС-24А — это шестиполюсная электрическая машина постоянного тока с воздушным охлаждением. При питании бортовой сети генератор выдаёт фиксированное напряжение 28,5 вольт постоянного тока. При запуске ТВД  обмотка возбуждения генератора несколько раз переключается в течение цикла запуска, и генератор выдаёт последовательно: первые пять секунд 20-26 вольт, затем до девятой секунды — 29-36 вольт, потом до 12 секунды —  39-47 вольт, и после 12 секунды цикла и до конца запуска напряжение на клеммах генератора будет в диапазоне 43-51 вольт. 
На ТГУ смонтирована собственная система пожаротушения, включая баллон с огнегасящим составом, распылительный коллектор и аппаратуру ССП-ФК.
Агрегат АИ-8 применяется на самолётах; Бе-6, Бе-12, вертолётах Ми-6, Ми-10. В эксплуатации находилось более 460 агрегатов АИ-8. 

## Характеристики
- Высотность запуска ТГУ — до 3000 м
- Рабочие обороты турбины компрессора — 22500-37000 об/мин
- Рабочие обороты турбины генератора — 26000± 2000 об/мин
- Максимальная температура выхлопных газов (заброс) — не более 750 C°
- Время выхода на режим — не более 30 сек
- Расход воздуха через компрессор — 120 кг/ч
- Режим работы
  - длительный — не более 1 час 40 мин
  - повторно-кратковременный — 8 запусков маршевых ТВД с перерывам по 2 мин
- Топливо — ТС, Т-1, Т-2, ТС-1Г
- Расход топлива при максимальной нагрузке ТГУ — не более 120 кг/час
- масло — маслосмесь из 75 % трансформаторного масла или масла МК-8 и 25 % масло МС-20 или МК-22, с добавкой антипенной присадки АП-1102 ВТУ НП-186-65 (или ПМС-200А) в кол-ве 0,5-1,0 см³ на 10 литров маслосмеси
- Расход масла — не более 0,25 кг/час
- Заправочная ёмкость маслобака — 5 литров
- Габариты ТГУ — 917 × 725 × 605 мм
- Масса сухая — 145 кг
- Ресурс агрегата — 100 часов, 500 запусков (не более 1000 циклов запуска маршевых ТВД)